# Contea di Shiping
La contea di Shiping (石屏县S, Shípíng XiànP) è una contea della Cina, situata nella provincia di Yunnan e amministrata dalla prefettura autonoma hani e yi di Honghe.